# Stefan Feddersen-Clausen
Stefan Feddersen-Clausen (* 25. Mai 1965 in Husum) ist ein deutscher Schauspieler.

## Leben
Stefan Feddersen-Clausen machte seine Schauspielausbildung von 1988–1991 in Hamburg, im Theater im Zimmer, bei Gerda Gmelin und der daran angeschlossenen Schule für Schauspiel in Hamburg unter der Leitung von Christoph Roethel. Nach einer Tournee (von 1991–1993) durch Deutschland, die ihn in über 50 große und kleine Bühnen führte, wurde er festes Ensemblemitglied am Theaterhaus Stuttgart bei Werner Schretzmeier. Seit 1996 hat er mehrere kleinere Fernseh-Rollen verkörpert. 2005 drehte er seine erste größere Serienrolle als Torwart Carlo in Freunde für immer (Sat 1) unter der Regie von Sönke Wortmann. 2012 spielte er den Vincent van Lohen in der ARD-Serie Rote Rosen. Zu sehen war er dort ab der Folge 1192. Von 1993–2007 am Theaterhaus Stuttgart in Stücken wie Dirty Dishes (von Nick Whitby), in welchem er über 700 Mal die Rolle des Jonny spielte oder in Produktionen wie Das Interview (von Theo van Gogh), Disco Pigs (Enda Walsh), Potsdamer Platz (von Alexej Schipenko) oder Angst essen Seele auf agierte.

## Fernsehen (Auswahl)
- 1996: Menateus
- 2000: Walpurgisnacht
- 2006: Freunde für immer – das Leben ist rund (7 Episoden)
- 2008: Alarm für Cobra 11 – Exodus
- 2008 Tatort – Borowski und die einsamen Herzen
- 2008: Bei uns und um die Ecke (Kinderserie)
- 2008: Parkour
- 2008: Der Kriminalist
- 2010: Stubbe – Von Fall zu Fall – Verräter
- 2010: SOKO Stuttgart – Tod im Wasser
- 2011: Die Windscheidts
- 2011: Anna und die Liebe
- 2011: Wechselspiel
- 2011: Augen zu
- 2011: Ihr Brief zur Hochzeit
- 2012: Rote Rosen (Fernsehserie)
- 2012: SOKO Wismar – Hochspannung
- 2019: SOKO Stuttgart – Tod im Wasser

## Theater (Auswahl)
- Das Interview
- Leben bis Männer
- I Furiosi
- Disco Pigs
- Potsdamer Platz
- Lügner
- Angst essen Seele auf

## Sprecher (Auswahl)
- Hörbuch "Die Truppe – Logbuch eines Tagediebs: Wie wir den Pott nach Deutschland holten"

## Film
- Der Hauptmann (Nebenrolle)